# Adolf von Duve
Adolf Eduard Eberhard Ludwig von Duve (* 23. Juli 1790 in Eickeloh; † 11. Januar 1857 in Ratzeburg) war ein deutscher Jurist und Historiker.

## Leben
Adolf von Duve war Sohn des hannoverschen Hofgerichtsassessors und Stiftsseniors Joachim Friedrich Wilhelm von Duve in Rethem (Aller). Nach dem Besuch der Ritterakademie Lüneburg studierte er Rechtswissenschaften an der Universität Heidelberg und wurde zum Dr. beider Rechte promoviert. Duve wurde 1809 Mitglied des Corps Hannovera Heidelberg. Nach dem Studium war er von Oktober 1811 bis zum Ende der Franzosenzeit erster Sekretär der Unterpräfektur Lüneburg, einem Distrikt des Département des Bouches de l’Elbe. 1814 wurde er gemeinsam mit seinem Vater, der in der Franzosenzeit kurzzeitig provisorisch königlich westphälischer Notar in Lüneburg geworden war, vor dem Hofgericht der Kollaboration mit den Franzosen angeklagt, jedoch zu keiner Haftstrafe verurteilt. Eine weitere Karriere in der Justiz des Königreichs Hannover war jedoch für Vater und Sohn verbaut.
Ende 1818 ließ er sich als Advokat im nunmehr unter den Einfluss Dänemarks stehenden Lauenburg/Elbe nieder und wurde im folgenden Jahr dort auch zum Notar bestellt. Im Juli 1824 verlegte er seine Praxis nach Mölln. 1834 wurde er bei dem von König Friedrich VI. von Dänemark neu errichteten Schleswig-Holstein-Lauenburgischen Oberappellationsgericht zur Erledigung von Rechtssachen aus dem Bereich des Herzogtums Lauenburg zugelassen.
Er gab seine Anwaltspraxis im Jahr 1848 auf und zog nach Ratzeburg. Hier widmete sich nur noch seinen historischen Interessen. Sein Hauptwerk ist die mehr als 800-seitige Überarbeitung der Geschichte des Herzogtums Lauenburg, die Peter von Kobbes Geschichte und Landesbeschreibung des Herzogtums Lauenburg zu vertiefen und zu verbessern suchte. Zahlreiche Aufsätze und Abhandlungen rechtswissenschaftlichen wie historischen Gegenstands finden sich in den zitierten Schriftsteller-Lexika. Als korrespondierendes Mitglied wurde er im Oktober 1835 in den Verein für mecklenburgische Geschichte aufgenommen.
Adolf von Duve war Kanonikus des Stifts St. Peter und Paul in Bardowick, welches erst 1851 in die Verwaltung der Klosterkammer Hannover fiel.

## Schriften
- Beantwortung der Frage: ob im Königreiche Westphalen der Unterschied zwischen Staatsbürgern und Einwohnern aufgehoben sey? Von A.E.E.L. v. Duve, Herold & Wahlstab, 1811

- Bemerkungen über die Rechtsverhältnisse hinsichtlich der Hamburgischen Versorgungs-Tontine, und über die Schritte, welche bei der gegenwärtigen Lage jener Anstalt für deren Interessenten am rathsamsten seyn möchten, Meldau, 1832

- Schließliche Bemerkungen hinsichtlich der in No. 102, 103 u. 108 des Kieler Corr. Bl. für 1836 besprochene Wahl des Dr. Moraht aus Hamburg zum Diaconus in Möllen ..., 1836

- Mittheilungen zur näheren Kunde des Wichtigsten der Staatsgeschichte und Zustände der Bewohner des Herzogthums Lauenburg von der Vorzeit bis zum Schlusse des Jahres 1851 ..., H. Linsen, 1857 (Digitalisat, Bayerische Staatsbibliothek)
- Kurze Uebersicht der Geschichte des Herzogthums Lauenburg von der Vorzeit bis zum Schlusse des Jahres 1851, Linsen, 1857